# Christian Bordé
Cet article concerne le physicien français Christian Bordé. Pour l'humoriste et journaliste français Christian Borde, alias Jules-Édouard Moustic, voir Jules-Édouard Moustic.
Christian Bordé, né le 15 mars 1943 et mort le 30 août 2023,, est un physicien français, membre de l'Académie des sciences depuis décembre 2008. 

## Biographie
Directeur de recherche émérite au CNRS, il est connu pour ses travaux dans le domaine de la spectroscopie laser à ultra-haute résolution. Il a inventé et développé la spectroscopie de saturation, qu'il a mise à profit pour étudier de nombreux effets nouveaux et fondamentaux en physique moléculaire. Son nom est attaché à la conception de toute une classe d'interféromètres atomiques fondés sur l'effet de recul, qui permettent de réaliser des horloges optiques, de mesurer les masses atomiques et de sonder les propriétés de l'espace-temps. En particulier, il a démontré que ces interféromètres permettaient la mesure très précise des champs d'inertie. La proximité de ses travaux avec le champ de la métrologie l'a conduit notamment à assurer à plusieurs reprises, au nom de l'Académie des sciences, la présidence des séances de la Conférence générale des poids et mesures, organe exécutif de la Convention du mètre[réf. souhaitée].
Il est membre fondateur de l'Académie des technologies et chevalier de la légion d'honneur. Il a obtenu le prix Science et Défense en 2010.
Il est le petit-fils de l'ingénieur et aéronaute Paul-Alphonse-Barthélémy Bordé, inventeur d'un système de compas pour ballons dirigeables breveté en 1911 et fondateur de l'entreprise du même nom[réf. souhaitée].